# Heinrich Blümner

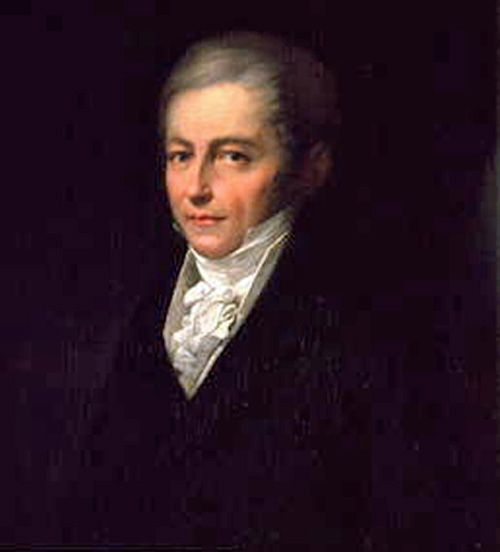
Heinrich Blümner w 1804 roku

Heinrich Blümner  (ur. 18 października 1765 w Lipsku, zm. 13 lutego 1839 tamże) – niemiecki prawnik, sędzia, mecenas sztuki, animator kultury.

## Życiorys
Heinrich Blümner urodził w Lipsku, w rodzinie kapitana armii saskiej. W latach 1782–1788 studiował filozofię i prawo w Lipsku. Po uzyskaniu tytułu doktora prawa zaczął pracować w saksońskim Sądzie Najwyższym. Pełnił funkcję sędziego miejskiego, zasiadał w radzie miejskiej, był deputowanym do parlamentu krajowego. Tym, czym zasłynął była jednak nie praca sędziego, lecz mecenat, jakim objął szereg przedsięwzięć kulturalnych w Saksonii. Pasjonował się teatrem – w swojej kamienicy przy ulicy Uniwersyteckiej w Lipsku posiadał salę teatralną i utrzymywał zespół, dla którego pisał nawet sztuki. Z jego inicjatywy przebudowano i zmodernizowano Stary Teatr w Lipsku, który w 1817 roku przemianowano na Teatr Miasta Lipska. Blümner zasiadał w jego zarządzie. 26 sierpnia 1817 roku teatr został ponownie otwarty, zaś jako pierwszą sztukę wystawiono jedno z dzieł Friedricha Schillera (autora między innymi poematu: Oda do radości, którego fragment jest dziś hymnem Europy). Heinrich Blümner był również kierownikiem Lipskiej Biblioteki Miejskiej. W 1798 odziedziczył majątek po ojcu – w tym dwór i zamek Großzschocher, folwark oraz udziały w innych nieruchomościach. Od 1802 był członkiem kierownictwa koncertów Gewandhaus, a od 1803 redaktorem Leipziger Literaturzeitung. Zmarł w Lipsku 13 lutego 1839 roku, przekazując znaczną część majątku na cele kulturalne i dobroczynne. Jeden z zapisów opiewał na kwotę 20 tysięcy talarów i przeznaczony był na założenie Konserwatorium w Lipsku - pierwszej wyższej  uczelni muzycznej w Niemczech.

## Prace
- Heinrich Blümner, „Szkic literatury prawa karnego”, Grieshammer, Lipsk 1794 przedruk: Keip-Verlag, Goldbach, 1996, ISBN 3-8051-0314-X.
- Heinrich Blümner, „Historia teatru w Lipsku – od pierwszych śladów do czasów najnowszych”, Lipsk 1818 (przedruk Lipsk 1979)[3]
- Heinrich Blümner, ”Die Dorffeyer: „Spektakl ze śpiewem w jednym akcie; Na prolog do największego święta narodzin naszego łaskawego ojca kraju”, 1790